# Hafnarfjörður
Koordinati:   64°04′01″N, 21°57′01″W
Hafnarfjörður je mesto in pristanišče na Islandiji.
Hafnarfjörður, ki leži v zalivu Faxaflói ob istoimenskem fjordu ima 25.850 prebivalcev (popis 1. januar 2009) in je tretje največje mesto na Islandiji ter pomembno trgovsko in prometno središče.  Mesto ob jugozahodni obali otoka je oddaljeno okoli 10 km od glavnega mesta in skupaj s sosednjim mestom Kópavogurjem tvori južno predmestje Reykjavíka.